# Collegio plurinominale Lazio - 01 (2020)
Il collegio elettorale plurinominale Lazio - 01 è un collegio elettorale plurinominale della Repubblica italiana per l'elezione del Senato della Repubblica.

## Territorio
Come previsto dalla legge n. 51 del 27 maggio 2019, il collegio è stato definito tramite decreto legislativo all'interno della circoscrizione Lazio.
Il collegio comprende la zona definita dai tre collegi uninominali Lazio - 02 (Roma XIV Municipio), Lazio - 03 (Roma V Municipio) e Lazio - 04 (Roma VII Municipio-Fiumicino) quindi i comuni di Roma, Fiumicino e Ciampino.

## XIX legislatura

### Risultati elettorali
|                               | Fratelli d'Italia                                       | 387 873   | 28,44 | 2 | 513 120   | 37,62 | 3 |  |  |
|                               | Forza Italia                                            | 60 933    | 4,47  | – | 513 120   | 37,62 | 3 |  |  |
|                               | Lega per Salvini Premier                                | 58 392    | 4,28  | – | 513 120   | 37,62 | 3 |  |  |
|                               | Noi Moderati                                            | 5 922     | 0,43  | – | 513 120   | 37,62 | 3 |  |  |
|                               | Partito Democratico - Italia Democratica e Progressista | 293 112   | 21,49 | 1 | 429 913   | 31,52 | – |  |  |
|                               | Alleanza Verdi e Sinistra                               | 69 300    | 5,08  | 1 | 429 913   | 31,52 | – |  |  |
|                               | +Europa                                                 | 60 006    | 4,40  | – | 429 913   | 31,52 | – |  |  |
|                               | Impegno Civico – Centro Democratico                     | 7 495     | 0,55  | – | 429 913   | 31,52 | – |  |  |
|                               | Movimento 5 Stelle                                      | 191 805   | 14,06 | 1 | 191 805   | 14,06 | – |  |  |
|                               | Azione - Italia Viva                                    | 151 304   | 11,09 | 1 | 151 304   | 11,09 | – |  |  |
|                               | Unione Popolare                                         | 24 228    | 1,78  | – | 24 228    | 1,78  | – |  |  |
|                               | Italexit                                                | 19 284    | 1,41  | – | 19 284    | 1,41  | – |  |  |
|                               | Italia Sovrana e Popolare                               | 16 779    | 1,23  | – | 16 779    | 1,23  | – |  |  |
|                               | Partito Comunista Italiano                              | 8 152     | 0,60  | – | 8 152     | 0,60  | – |  |  |
|                               | Vita                                                    | 6 714     | 0,49  | – | 6 714     | 0,49  | – |  |  |
|                               | Alternativa per l'Italia (PdF - Exit)                   | 2 657     | 0,19  | – | 2 657     | 0,19  | – |  |  |
| Totale                        | Totale                                                  | 1 363 956 | 100   | 6 | 1 363 956 | 100   | 3 |  |  |
|                               |                                                         |           |       |   |           |       |   |  |  |
| Voti non validi               | Voti non validi                                         | 34 289    | 2,45  |   |           |       |   |  |  |
| Votanti                       | Votanti                                                 | 1 398 245 | 65,18 |   |           |       |   |  |  |
| Elettori                      | Elettori                                                | 2 145 154 |       |   |           |       |   |  |  |
|                               |                                                         |           |       |   |           |       |   |  |  |
| Data: 25 settembre 2022       |                                                         |           |       |   |           |       |   |  |  |
| Fonte: Ministero dell'interno |                                                         |           |       |   |           |       |   |  |  |

### Eletti

#### Eletti nei collegi uninominali
Eletti nella coalizione di centro-destra (FdI - Lega - FI - NM)
| Collegio uninominale            | Eletto | Eletto           | Partito           |
| ------------------------------- | ------ | ---------------- | ----------------- |
| 2. Roma XIV Municipio           |        | Lavinia Mennuni  | Fratelli d'Italia |
| 3. Roma V Municipio             |        | Giulia Bongiorno | Lega              |
| 4. Roma VII Municipio-Fiumicino |        | Ester Mieli      | Fratelli d'Italia |

#### Eletti nella quota proporzionale
| Fratelli d'Italia              | Partito Democratico-IDP | Movimento 5 Stelle  | Azione - Italia Viva | Alleanza Verdi e Sinistra |
| ------------------------------ | ----------------------- | ------------------- | -------------------- | ------------------------- |
|                                |                         |                     |                      |                           |
| Andrea De Priamo Marco Scurria | Cecilia D'Elia          | Alessandra Maiorino | Raffaella Paita      | Giuseppe De Cristofaro    |